# 금교초등학교
}}
금교초등학교는 대한민국 경기도 남양주시에 있는 공립 초등학교이다.

## 학교 연혁
- 2001년 9월 1일: 남양주도지초등학교로 개교
- 2002년 3월 1일: 금교초등학교로 개칭
- 2021년: 체육관 너른마당 개관

## 참고 자료
- 금교초등학교 - 한국교육학술정보원 학교알리미